# 江界市
40°58′N 126°36′E / 40.967°N 126.600°E

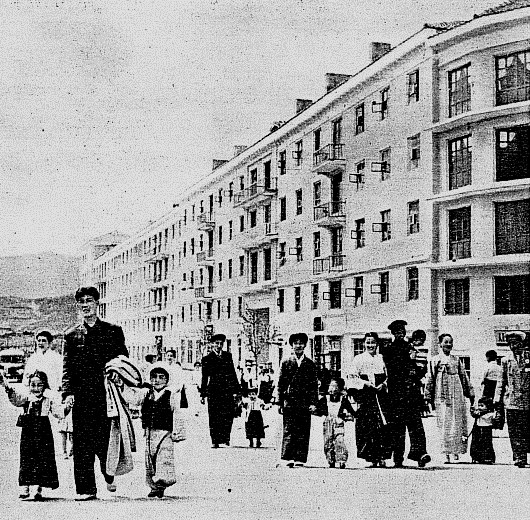
1960年代的江界市

江界市（：／ Kanggye si */?）是朝鲜民主主义人民共和国慈江道的道政府所在地。位于鸭绿江支流將子江（舊名秃鲁江）畔，面积243平方千米。江界市在渤海國統治時期曾名為淇水，屬鴨淥府。江界市自朝鮮王朝時期即為戰略要地，1945年秃鲁江水电站落成後成為朝鲜北部内陆地区的工业中心，1949年由江界面升格为江界市。
森林植被主要为松、云杉等，丘陵地带主要為旱田，河谷有水田分布。礦產資源主要有煤、铜、锌和石墨等。有顺川—满浦、江界—狼林铁路通過，為朝鮮内陆铁路、公路交通枢纽。高校有江界工业大学、江界兽医大学、江界师范大学、江界医科大学。名胜古迹有关西八景之一的仁风楼和望美亭等。

## 名勝古蹟
- 將子江不夜城（장자강의 불야성）：先軍八景之一[3]。
- 仁風樓（인풍루）：位于「忠誠洞」。始建于公元1472年，重建于公元1680年，是一個「點將臺」。被譽為朝鮮關西八景之一[4]。

## 工業
在1945年，由於「禿魯江水電站」落成，大量電力供應令製造業迅速發展，擁有礦業，生產銅、鋅和石墨等貴價金屬，以及煤。 亦設有「養雞場」、基礎食品廠、「兔子種畜場」等食品工業。

## 外部連結
朝中社圖集：特色燈飾烘托江界市夜景 （页面存档备份，存于）